# Spoorlijn Hamburg-Ohlsdorf - Hamburg-Ochsenzoll
De spoorlijn Hamburg-Ohlsdorf - Hamburg-Ochsenzoll was een Duitse spoorlijn in Hamburg en was als lijn 1247 onder beheer van DB Netze.

## Geschiedenis
Het traject werd door de Deutsche Reichsbahn geopend in 1918. De lijn is alleen in gebruik geweest voor goederenvervoer en mid jaren 90 opgebroken.

## Aansluitingen
In de volgende plaatsen is of was er een aansluiting op de volgende spoorlijnen:
Hamburg-Ohlsdorf
DB 1239, spoorlijn tussen Hamburg-Ohlsdorf en Hamburg Airport
DB 1241, spoorlijn tussen Hamburg Hauptbahnhof en Hamburg-Poppenbüttel
DB 1243, spoorlijn tussen Hamburg-Barmbek en Hamburg-Ohlsdorf